# 菌蓋皮

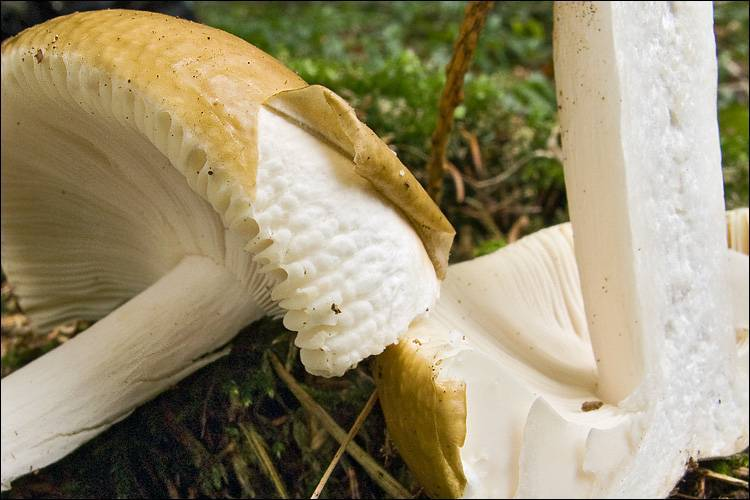
有些蕈類（如圖中的黃白紅菇）的菌蓋皮可以從蕈傘上剝落。

菌蓋皮（Pileipellis，其中pilei意指蕈傘，pellis意指表皮），又稱皮壳，是某些蕈類蕈傘上方由菌絲組成的表皮結構。菌蓋皮的形態包括表皮狀、毛狀、上皮狀、擬子實層型、栅栏状與圓孢狀等，是真菌分類的依據之一。

## 形態
菌蓋皮位於蕈傘上方表面，將下方的菌髓包覆住，有些菌蓋皮與菌髓有明確界線，有些則無:602-603。有些蕈類的菌蓋皮上方可能還有內菌幕與外菌幕殘留的痕跡，與菌蓋皮是不同的結構。菌蓋皮表面有時會有與表面接近垂直、形狀特殊的囊狀體，稱為盖生囊状体（pileocystidia），為呈棒狀或尖頭狀的細胞。

## 分類
菌蓋皮可依組成結構分為下列數種類型：

### 表皮狀

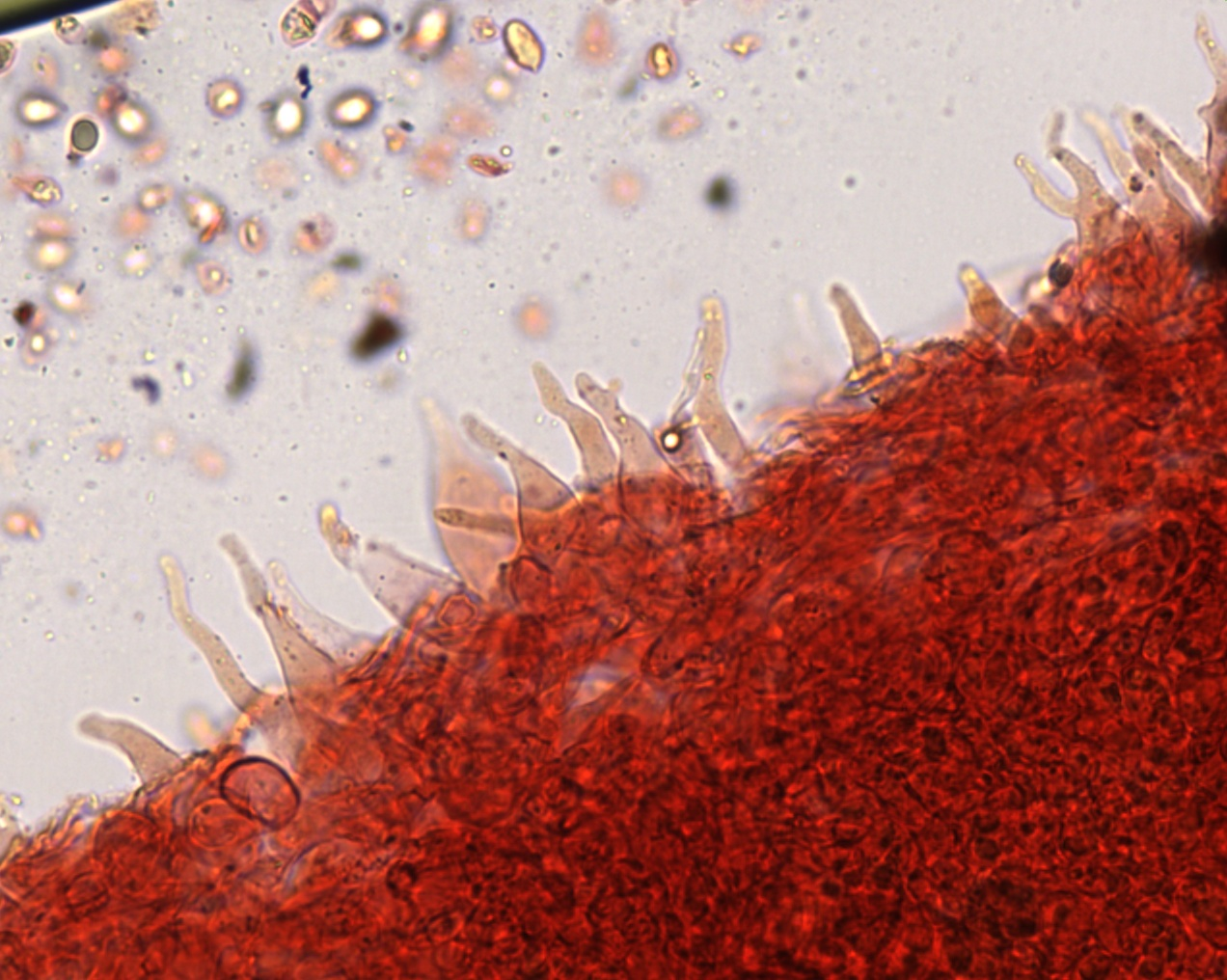
Mycena bulliformis的菌蓋皮為表皮狀

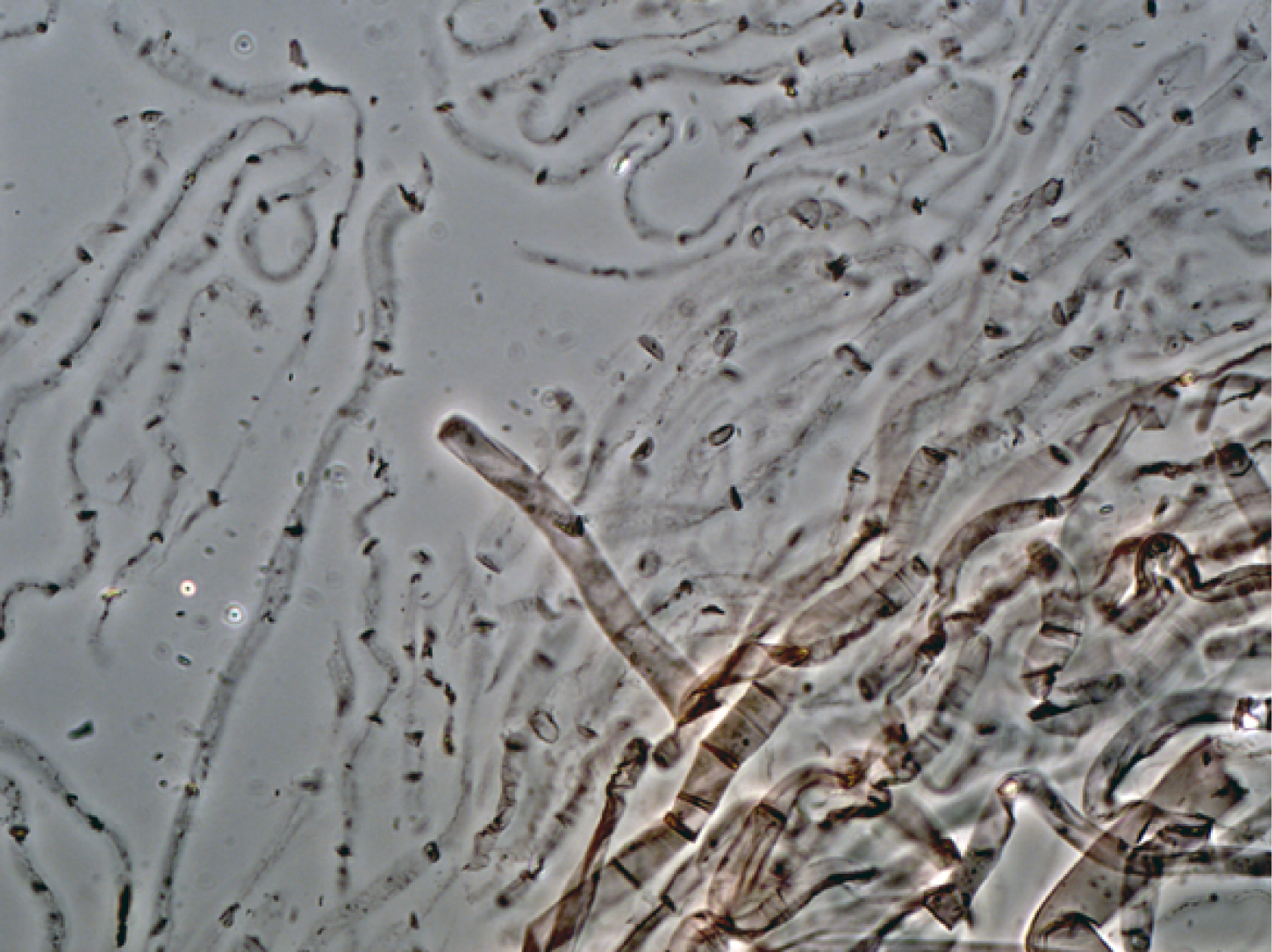
粘蓋包腳菇的菌蓋皮為黏表皮狀

表皮狀（cutis）的菌蓋皮中，菌絲的走向大致與蕈傘的表面平行，有些時候菌絲末端會稍突出表面。黏表皮狀（ixocutis）的菌蓋皮與表皮狀者類似，但充滿黏液，在顯微鏡下難以觀察到清楚的菌絲邊界。由於黏液的含量不一，有時難以分辨菌蓋皮為表皮狀或黏表皮狀。

### 毛狀
毛狀（trichoderm）的菌蓋皮中，菌絲的走向與蕈傘的表面垂直，並如毛髮般突出表面。此類菌蓋皮又可細分為疏鬆型與叢生型兩種，前者由分離的菌絲組成，後者由叢生的菌絲組成。在某些物種中，新長出的擔子果菌蓋皮為疏鬆的毛狀，隨著擔子果的成長，毛狀構造可能消失，而其下層的菌絲漸發育成圓孢狀結構（paraderm），使菌蓋皮轉為圓孢狀，也有的物種形成毛狀構造的菌絲在生長過程中相互交織，而漸形成一殼狀構造:601。黏毛狀（ixotrichoderm）的菌蓋皮與毛狀相似，惟其菌絲充滿黏液，與表皮狀與黏表皮狀相同，毛狀與黏毛狀可能因黏液含量不同而難以明確分辨。

### 上皮狀
上皮狀（epithelium）的菌蓋皮是由菌絲末端膨大且形成隔膜後，產生的多層圓形細胞組成。

### 拟子实层型

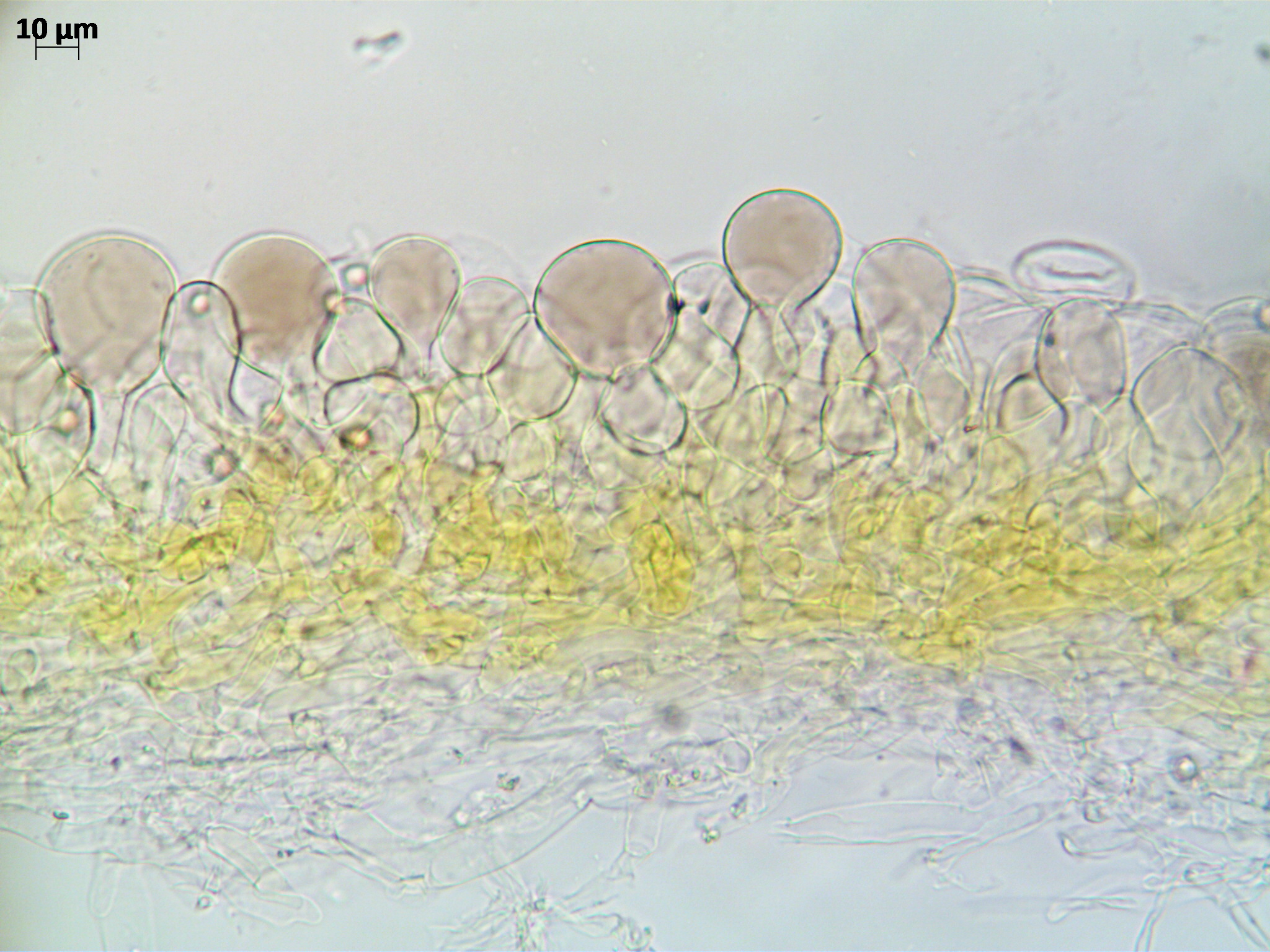
Pluteus chrysophlebius的菌蓋皮為拟子实层型

拟子实层型（hymeniderm, hymenoderm, hymeniform）的菌蓋皮由不分層的細胞或菌絲末端組成，菌絲的走向與蕈傘表面垂直，基部常有扣子體，顯示其為生殖菌絲組成，末端則膨大，形似未成熟的擔子，使菌蓋皮的顯微結構類似子實層而得名。此類型的菌蓋皮若菌絲的高度相仿則為典型擬子實層型（typical hymeniderm），若菌絲高度不一則為非典型擬子實層型（atypical hymeniderm）:599。

### 柵欄狀
柵欄狀（palisadoderm）的菌蓋皮由多層細胞或菌絲末端組成，走向與蕈傘表面垂直，可能是許多高度不一的菌絲，亦可能是形成隔膜而發育成假薄壁組織（pseudoparenchyma）的菌絲。此型菌蓋皮也可細分成典型與非典型兩種，典型柵欄狀（typical palisadoderm）菌蓋皮的菌絲大致呈平行排列，非典型柵欄狀（atypical palisadoderm）者的菌絲則相互交織，但大體仍呈柵欄狀。有些物種的柵欄狀菌蓋皮均由生殖菌絲組成，有些物種的則由生殖菌絲與骨架菌絲共同組成:600-601。

### 圓孢狀
圓孢狀（paraderm）的菌蓋皮是由等徑的細胞組成的假薄壁組織，為一殼狀結構:602。